# Carpio, North Dakota
Carpio är en ort i Ward County i delstaten North Dakota, USA.